# Ceguesa escaquística
Ceguesa escaquística (o amaurosis scacchistica en llatí) és el fenomen que pateix de vegades un jugador d'escacs durant una partida, i que provoca que no faci una jugada aparentment òbvia o que no vegi un perill evident, i que fa que cometi errades greus que normalment no cometria. Un exemple de ceguesa escaquística és la síndrome de Kótov, segons la qual, després d'un llarg temps de reflexió i càlcul, el jugador fa sobtadament una jugada que en realitat no havia analitzat en absolut.

## Exemples

### Exemple 1
|   | a | b | c | d | e | f | g | h |   |
| 8 | f8 blanques cavall · h8 negres rei · a7 negres dama · g7 negres peó · h6 negres peó · e5 blanques peó · a4 negres peó · b4 negres peó · e4 blanques dama · b2 blanques peó · g2 blanques peó · h2 blanques peó · c1 negres alfil · h1 blanques rei | f8 blanques cavall · h8 negres rei · a7 negres dama · g7 negres peó · h6 negres peó · e5 blanques peó · a4 negres peó · b4 negres peó · e4 blanques dama · b2 blanques peó · g2 blanques peó · h2 blanques peó · c1 negres alfil · h1 blanques rei | f8 blanques cavall · h8 negres rei · a7 negres dama · g7 negres peó · h6 negres peó · e5 blanques peó · a4 negres peó · b4 negres peó · e4 blanques dama · b2 blanques peó · g2 blanques peó · h2 blanques peó · c1 negres alfil · h1 blanques rei | f8 blanques cavall · h8 negres rei · a7 negres dama · g7 negres peó · h6 negres peó · e5 blanques peó · a4 negres peó · b4 negres peó · e4 blanques dama · b2 blanques peó · g2 blanques peó · h2 blanques peó · c1 negres alfil · h1 blanques rei | f8 blanques cavall · h8 negres rei · a7 negres dama · g7 negres peó · h6 negres peó · e5 blanques peó · a4 negres peó · b4 negres peó · e4 blanques dama · b2 blanques peó · g2 blanques peó · h2 blanques peó · c1 negres alfil · h1 blanques rei | f8 blanques cavall · h8 negres rei · a7 negres dama · g7 negres peó · h6 negres peó · e5 blanques peó · a4 negres peó · b4 negres peó · e4 blanques dama · b2 blanques peó · g2 blanques peó · h2 blanques peó · c1 negres alfil · h1 blanques rei | f8 blanques cavall · h8 negres rei · a7 negres dama · g7 negres peó · h6 negres peó · e5 blanques peó · a4 negres peó · b4 negres peó · e4 blanques dama · b2 blanques peó · g2 blanques peó · h2 blanques peó · c1 negres alfil · h1 blanques rei | f8 blanques cavall · h8 negres rei · a7 negres dama · g7 negres peó · h6 negres peó · e5 blanques peó · a4 negres peó · b4 negres peó · e4 blanques dama · b2 blanques peó · g2 blanques peó · h2 blanques peó · c1 negres alfil · h1 blanques rei | 8 |
| 7 | f8 blanques cavall · h8 negres rei · a7 negres dama · g7 negres peó · h6 negres peó · e5 blanques peó · a4 negres peó · b4 negres peó · e4 blanques dama · b2 blanques peó · g2 blanques peó · h2 blanques peó · c1 negres alfil · h1 blanques rei | f8 blanques cavall · h8 negres rei · a7 negres dama · g7 negres peó · h6 negres peó · e5 blanques peó · a4 negres peó · b4 negres peó · e4 blanques dama · b2 blanques peó · g2 blanques peó · h2 blanques peó · c1 negres alfil · h1 blanques rei | f8 blanques cavall · h8 negres rei · a7 negres dama · g7 negres peó · h6 negres peó · e5 blanques peó · a4 negres peó · b4 negres peó · e4 blanques dama · b2 blanques peó · g2 blanques peó · h2 blanques peó · c1 negres alfil · h1 blanques rei | f8 blanques cavall · h8 negres rei · a7 negres dama · g7 negres peó · h6 negres peó · e5 blanques peó · a4 negres peó · b4 negres peó · e4 blanques dama · b2 blanques peó · g2 blanques peó · h2 blanques peó · c1 negres alfil · h1 blanques rei | f8 blanques cavall · h8 negres rei · a7 negres dama · g7 negres peó · h6 negres peó · e5 blanques peó · a4 negres peó · b4 negres peó · e4 blanques dama · b2 blanques peó · g2 blanques peó · h2 blanques peó · c1 negres alfil · h1 blanques rei | f8 blanques cavall · h8 negres rei · a7 negres dama · g7 negres peó · h6 negres peó · e5 blanques peó · a4 negres peó · b4 negres peó · e4 blanques dama · b2 blanques peó · g2 blanques peó · h2 blanques peó · c1 negres alfil · h1 blanques rei | f8 blanques cavall · h8 negres rei · a7 negres dama · g7 negres peó · h6 negres peó · e5 blanques peó · a4 negres peó · b4 negres peó · e4 blanques dama · b2 blanques peó · g2 blanques peó · h2 blanques peó · c1 negres alfil · h1 blanques rei | f8 blanques cavall · h8 negres rei · a7 negres dama · g7 negres peó · h6 negres peó · e5 blanques peó · a4 negres peó · b4 negres peó · e4 blanques dama · b2 blanques peó · g2 blanques peó · h2 blanques peó · c1 negres alfil · h1 blanques rei | 7 |
| 6 | f8 blanques cavall · h8 negres rei · a7 negres dama · g7 negres peó · h6 negres peó · e5 blanques peó · a4 negres peó · b4 negres peó · e4 blanques dama · b2 blanques peó · g2 blanques peó · h2 blanques peó · c1 negres alfil · h1 blanques rei | f8 blanques cavall · h8 negres rei · a7 negres dama · g7 negres peó · h6 negres peó · e5 blanques peó · a4 negres peó · b4 negres peó · e4 blanques dama · b2 blanques peó · g2 blanques peó · h2 blanques peó · c1 negres alfil · h1 blanques rei | f8 blanques cavall · h8 negres rei · a7 negres dama · g7 negres peó · h6 negres peó · e5 blanques peó · a4 negres peó · b4 negres peó · e4 blanques dama · b2 blanques peó · g2 blanques peó · h2 blanques peó · c1 negres alfil · h1 blanques rei | f8 blanques cavall · h8 negres rei · a7 negres dama · g7 negres peó · h6 negres peó · e5 blanques peó · a4 negres peó · b4 negres peó · e4 blanques dama · b2 blanques peó · g2 blanques peó · h2 blanques peó · c1 negres alfil · h1 blanques rei | f8 blanques cavall · h8 negres rei · a7 negres dama · g7 negres peó · h6 negres peó · e5 blanques peó · a4 negres peó · b4 negres peó · e4 blanques dama · b2 blanques peó · g2 blanques peó · h2 blanques peó · c1 negres alfil · h1 blanques rei | f8 blanques cavall · h8 negres rei · a7 negres dama · g7 negres peó · h6 negres peó · e5 blanques peó · a4 negres peó · b4 negres peó · e4 blanques dama · b2 blanques peó · g2 blanques peó · h2 blanques peó · c1 negres alfil · h1 blanques rei | f8 blanques cavall · h8 negres rei · a7 negres dama · g7 negres peó · h6 negres peó · e5 blanques peó · a4 negres peó · b4 negres peó · e4 blanques dama · b2 blanques peó · g2 blanques peó · h2 blanques peó · c1 negres alfil · h1 blanques rei | f8 blanques cavall · h8 negres rei · a7 negres dama · g7 negres peó · h6 negres peó · e5 blanques peó · a4 negres peó · b4 negres peó · e4 blanques dama · b2 blanques peó · g2 blanques peó · h2 blanques peó · c1 negres alfil · h1 blanques rei | 6 |
| 5 | f8 blanques cavall · h8 negres rei · a7 negres dama · g7 negres peó · h6 negres peó · e5 blanques peó · a4 negres peó · b4 negres peó · e4 blanques dama · b2 blanques peó · g2 blanques peó · h2 blanques peó · c1 negres alfil · h1 blanques rei | f8 blanques cavall · h8 negres rei · a7 negres dama · g7 negres peó · h6 negres peó · e5 blanques peó · a4 negres peó · b4 negres peó · e4 blanques dama · b2 blanques peó · g2 blanques peó · h2 blanques peó · c1 negres alfil · h1 blanques rei | f8 blanques cavall · h8 negres rei · a7 negres dama · g7 negres peó · h6 negres peó · e5 blanques peó · a4 negres peó · b4 negres peó · e4 blanques dama · b2 blanques peó · g2 blanques peó · h2 blanques peó · c1 negres alfil · h1 blanques rei | f8 blanques cavall · h8 negres rei · a7 negres dama · g7 negres peó · h6 negres peó · e5 blanques peó · a4 negres peó · b4 negres peó · e4 blanques dama · b2 blanques peó · g2 blanques peó · h2 blanques peó · c1 negres alfil · h1 blanques rei | f8 blanques cavall · h8 negres rei · a7 negres dama · g7 negres peó · h6 negres peó · e5 blanques peó · a4 negres peó · b4 negres peó · e4 blanques dama · b2 blanques peó · g2 blanques peó · h2 blanques peó · c1 negres alfil · h1 blanques rei | f8 blanques cavall · h8 negres rei · a7 negres dama · g7 negres peó · h6 negres peó · e5 blanques peó · a4 negres peó · b4 negres peó · e4 blanques dama · b2 blanques peó · g2 blanques peó · h2 blanques peó · c1 negres alfil · h1 blanques rei | f8 blanques cavall · h8 negres rei · a7 negres dama · g7 negres peó · h6 negres peó · e5 blanques peó · a4 negres peó · b4 negres peó · e4 blanques dama · b2 blanques peó · g2 blanques peó · h2 blanques peó · c1 negres alfil · h1 blanques rei | f8 blanques cavall · h8 negres rei · a7 negres dama · g7 negres peó · h6 negres peó · e5 blanques peó · a4 negres peó · b4 negres peó · e4 blanques dama · b2 blanques peó · g2 blanques peó · h2 blanques peó · c1 negres alfil · h1 blanques rei | 5 |
| 4 | f8 blanques cavall · h8 negres rei · a7 negres dama · g7 negres peó · h6 negres peó · e5 blanques peó · a4 negres peó · b4 negres peó · e4 blanques dama · b2 blanques peó · g2 blanques peó · h2 blanques peó · c1 negres alfil · h1 blanques rei | f8 blanques cavall · h8 negres rei · a7 negres dama · g7 negres peó · h6 negres peó · e5 blanques peó · a4 negres peó · b4 negres peó · e4 blanques dama · b2 blanques peó · g2 blanques peó · h2 blanques peó · c1 negres alfil · h1 blanques rei | f8 blanques cavall · h8 negres rei · a7 negres dama · g7 negres peó · h6 negres peó · e5 blanques peó · a4 negres peó · b4 negres peó · e4 blanques dama · b2 blanques peó · g2 blanques peó · h2 blanques peó · c1 negres alfil · h1 blanques rei | f8 blanques cavall · h8 negres rei · a7 negres dama · g7 negres peó · h6 negres peó · e5 blanques peó · a4 negres peó · b4 negres peó · e4 blanques dama · b2 blanques peó · g2 blanques peó · h2 blanques peó · c1 negres alfil · h1 blanques rei | f8 blanques cavall · h8 negres rei · a7 negres dama · g7 negres peó · h6 negres peó · e5 blanques peó · a4 negres peó · b4 negres peó · e4 blanques dama · b2 blanques peó · g2 blanques peó · h2 blanques peó · c1 negres alfil · h1 blanques rei | f8 blanques cavall · h8 negres rei · a7 negres dama · g7 negres peó · h6 negres peó · e5 blanques peó · a4 negres peó · b4 negres peó · e4 blanques dama · b2 blanques peó · g2 blanques peó · h2 blanques peó · c1 negres alfil · h1 blanques rei | f8 blanques cavall · h8 negres rei · a7 negres dama · g7 negres peó · h6 negres peó · e5 blanques peó · a4 negres peó · b4 negres peó · e4 blanques dama · b2 blanques peó · g2 blanques peó · h2 blanques peó · c1 negres alfil · h1 blanques rei | f8 blanques cavall · h8 negres rei · a7 negres dama · g7 negres peó · h6 negres peó · e5 blanques peó · a4 negres peó · b4 negres peó · e4 blanques dama · b2 blanques peó · g2 blanques peó · h2 blanques peó · c1 negres alfil · h1 blanques rei | 4 |
| 3 | f8 blanques cavall · h8 negres rei · a7 negres dama · g7 negres peó · h6 negres peó · e5 blanques peó · a4 negres peó · b4 negres peó · e4 blanques dama · b2 blanques peó · g2 blanques peó · h2 blanques peó · c1 negres alfil · h1 blanques rei | f8 blanques cavall · h8 negres rei · a7 negres dama · g7 negres peó · h6 negres peó · e5 blanques peó · a4 negres peó · b4 negres peó · e4 blanques dama · b2 blanques peó · g2 blanques peó · h2 blanques peó · c1 negres alfil · h1 blanques rei | f8 blanques cavall · h8 negres rei · a7 negres dama · g7 negres peó · h6 negres peó · e5 blanques peó · a4 negres peó · b4 negres peó · e4 blanques dama · b2 blanques peó · g2 blanques peó · h2 blanques peó · c1 negres alfil · h1 blanques rei | f8 blanques cavall · h8 negres rei · a7 negres dama · g7 negres peó · h6 negres peó · e5 blanques peó · a4 negres peó · b4 negres peó · e4 blanques dama · b2 blanques peó · g2 blanques peó · h2 blanques peó · c1 negres alfil · h1 blanques rei | f8 blanques cavall · h8 negres rei · a7 negres dama · g7 negres peó · h6 negres peó · e5 blanques peó · a4 negres peó · b4 negres peó · e4 blanques dama · b2 blanques peó · g2 blanques peó · h2 blanques peó · c1 negres alfil · h1 blanques rei | f8 blanques cavall · h8 negres rei · a7 negres dama · g7 negres peó · h6 negres peó · e5 blanques peó · a4 negres peó · b4 negres peó · e4 blanques dama · b2 blanques peó · g2 blanques peó · h2 blanques peó · c1 negres alfil · h1 blanques rei | f8 blanques cavall · h8 negres rei · a7 negres dama · g7 negres peó · h6 negres peó · e5 blanques peó · a4 negres peó · b4 negres peó · e4 blanques dama · b2 blanques peó · g2 blanques peó · h2 blanques peó · c1 negres alfil · h1 blanques rei | f8 blanques cavall · h8 negres rei · a7 negres dama · g7 negres peó · h6 negres peó · e5 blanques peó · a4 negres peó · b4 negres peó · e4 blanques dama · b2 blanques peó · g2 blanques peó · h2 blanques peó · c1 negres alfil · h1 blanques rei | 3 |
| 2 | f8 blanques cavall · h8 negres rei · a7 negres dama · g7 negres peó · h6 negres peó · e5 blanques peó · a4 negres peó · b4 negres peó · e4 blanques dama · b2 blanques peó · g2 blanques peó · h2 blanques peó · c1 negres alfil · h1 blanques rei | f8 blanques cavall · h8 negres rei · a7 negres dama · g7 negres peó · h6 negres peó · e5 blanques peó · a4 negres peó · b4 negres peó · e4 blanques dama · b2 blanques peó · g2 blanques peó · h2 blanques peó · c1 negres alfil · h1 blanques rei | f8 blanques cavall · h8 negres rei · a7 negres dama · g7 negres peó · h6 negres peó · e5 blanques peó · a4 negres peó · b4 negres peó · e4 blanques dama · b2 blanques peó · g2 blanques peó · h2 blanques peó · c1 negres alfil · h1 blanques rei | f8 blanques cavall · h8 negres rei · a7 negres dama · g7 negres peó · h6 negres peó · e5 blanques peó · a4 negres peó · b4 negres peó · e4 blanques dama · b2 blanques peó · g2 blanques peó · h2 blanques peó · c1 negres alfil · h1 blanques rei | f8 blanques cavall · h8 negres rei · a7 negres dama · g7 negres peó · h6 negres peó · e5 blanques peó · a4 negres peó · b4 negres peó · e4 blanques dama · b2 blanques peó · g2 blanques peó · h2 blanques peó · c1 negres alfil · h1 blanques rei | f8 blanques cavall · h8 negres rei · a7 negres dama · g7 negres peó · h6 negres peó · e5 blanques peó · a4 negres peó · b4 negres peó · e4 blanques dama · b2 blanques peó · g2 blanques peó · h2 blanques peó · c1 negres alfil · h1 blanques rei | f8 blanques cavall · h8 negres rei · a7 negres dama · g7 negres peó · h6 negres peó · e5 blanques peó · a4 negres peó · b4 negres peó · e4 blanques dama · b2 blanques peó · g2 blanques peó · h2 blanques peó · c1 negres alfil · h1 blanques rei | f8 blanques cavall · h8 negres rei · a7 negres dama · g7 negres peó · h6 negres peó · e5 blanques peó · a4 negres peó · b4 negres peó · e4 blanques dama · b2 blanques peó · g2 blanques peó · h2 blanques peó · c1 negres alfil · h1 blanques rei | 2 |
| 1 | f8 blanques cavall · h8 negres rei · a7 negres dama · g7 negres peó · h6 negres peó · e5 blanques peó · a4 negres peó · b4 negres peó · e4 blanques dama · b2 blanques peó · g2 blanques peó · h2 blanques peó · c1 negres alfil · h1 blanques rei | f8 blanques cavall · h8 negres rei · a7 negres dama · g7 negres peó · h6 negres peó · e5 blanques peó · a4 negres peó · b4 negres peó · e4 blanques dama · b2 blanques peó · g2 blanques peó · h2 blanques peó · c1 negres alfil · h1 blanques rei | f8 blanques cavall · h8 negres rei · a7 negres dama · g7 negres peó · h6 negres peó · e5 blanques peó · a4 negres peó · b4 negres peó · e4 blanques dama · b2 blanques peó · g2 blanques peó · h2 blanques peó · c1 negres alfil · h1 blanques rei | f8 blanques cavall · h8 negres rei · a7 negres dama · g7 negres peó · h6 negres peó · e5 blanques peó · a4 negres peó · b4 negres peó · e4 blanques dama · b2 blanques peó · g2 blanques peó · h2 blanques peó · c1 negres alfil · h1 blanques rei | f8 blanques cavall · h8 negres rei · a7 negres dama · g7 negres peó · h6 negres peó · e5 blanques peó · a4 negres peó · b4 negres peó · e4 blanques dama · b2 blanques peó · g2 blanques peó · h2 blanques peó · c1 negres alfil · h1 blanques rei | f8 blanques cavall · h8 negres rei · a7 negres dama · g7 negres peó · h6 negres peó · e5 blanques peó · a4 negres peó · b4 negres peó · e4 blanques dama · b2 blanques peó · g2 blanques peó · h2 blanques peó · c1 negres alfil · h1 blanques rei | f8 blanques cavall · h8 negres rei · a7 negres dama · g7 negres peó · h6 negres peó · e5 blanques peó · a4 negres peó · b4 negres peó · e4 blanques dama · b2 blanques peó · g2 blanques peó · h2 blanques peó · c1 negres alfil · h1 blanques rei | f8 blanques cavall · h8 negres rei · a7 negres dama · g7 negres peó · h6 negres peó · e5 blanques peó · a4 negres peó · b4 negres peó · e4 blanques dama · b2 blanques peó · g2 blanques peó · h2 blanques peó · c1 negres alfil · h1 blanques rei | 1 |
|   | a | b | c | d | e | f | g | h |   |

En aquesta partida, el Campió del Món Kràmnik, amb negres, comet un greu error jugant 34. ... De3??—un clàssic exemple de ceguesa escaquística. El programa d'ordinador Deep Fritz no s'equivoca i contesta, òbviament, 35. Dh7 #. En Kràmnik, això no obstant, hagués pogut jugar 34. ... Rg8, i després de 35. Cg6 Axb2, 36. Dd5+ Rh7, 37. Cf8+ Rh8, etc., la partida hagués acabat en taules per escac continu.

### Exemple 2
|   | a | b | c | d | e | f | g | h |   |
| 8 | b8 negres torre · c8 negres alfil · f8 negres torre · h8 negres rei · b7 negres peó · d7 negres cavall · g7 negres dama · a6 negres peó · d6 blanques dama · g6 negres peó · a5 blanques peó · d5 blanques cavall · e5 negres peó · f5 negres cavall · h5 negres peó · c4 blanques peó · e4 blanques cavall · h4 blanques peó · g3 blanques peó · b2 blanques torre · f2 blanques peó · g2 blanques alfil · b1 blanques torre · h1 blanques rei | b8 negres torre · c8 negres alfil · f8 negres torre · h8 negres rei · b7 negres peó · d7 negres cavall · g7 negres dama · a6 negres peó · d6 blanques dama · g6 negres peó · a5 blanques peó · d5 blanques cavall · e5 negres peó · f5 negres cavall · h5 negres peó · c4 blanques peó · e4 blanques cavall · h4 blanques peó · g3 blanques peó · b2 blanques torre · f2 blanques peó · g2 blanques alfil · b1 blanques torre · h1 blanques rei | b8 negres torre · c8 negres alfil · f8 negres torre · h8 negres rei · b7 negres peó · d7 negres cavall · g7 negres dama · a6 negres peó · d6 blanques dama · g6 negres peó · a5 blanques peó · d5 blanques cavall · e5 negres peó · f5 negres cavall · h5 negres peó · c4 blanques peó · e4 blanques cavall · h4 blanques peó · g3 blanques peó · b2 blanques torre · f2 blanques peó · g2 blanques alfil · b1 blanques torre · h1 blanques rei | b8 negres torre · c8 negres alfil · f8 negres torre · h8 negres rei · b7 negres peó · d7 negres cavall · g7 negres dama · a6 negres peó · d6 blanques dama · g6 negres peó · a5 blanques peó · d5 blanques cavall · e5 negres peó · f5 negres cavall · h5 negres peó · c4 blanques peó · e4 blanques cavall · h4 blanques peó · g3 blanques peó · b2 blanques torre · f2 blanques peó · g2 blanques alfil · b1 blanques torre · h1 blanques rei | b8 negres torre · c8 negres alfil · f8 negres torre · h8 negres rei · b7 negres peó · d7 negres cavall · g7 negres dama · a6 negres peó · d6 blanques dama · g6 negres peó · a5 blanques peó · d5 blanques cavall · e5 negres peó · f5 negres cavall · h5 negres peó · c4 blanques peó · e4 blanques cavall · h4 blanques peó · g3 blanques peó · b2 blanques torre · f2 blanques peó · g2 blanques alfil · b1 blanques torre · h1 blanques rei | b8 negres torre · c8 negres alfil · f8 negres torre · h8 negres rei · b7 negres peó · d7 negres cavall · g7 negres dama · a6 negres peó · d6 blanques dama · g6 negres peó · a5 blanques peó · d5 blanques cavall · e5 negres peó · f5 negres cavall · h5 negres peó · c4 blanques peó · e4 blanques cavall · h4 blanques peó · g3 blanques peó · b2 blanques torre · f2 blanques peó · g2 blanques alfil · b1 blanques torre · h1 blanques rei | b8 negres torre · c8 negres alfil · f8 negres torre · h8 negres rei · b7 negres peó · d7 negres cavall · g7 negres dama · a6 negres peó · d6 blanques dama · g6 negres peó · a5 blanques peó · d5 blanques cavall · e5 negres peó · f5 negres cavall · h5 negres peó · c4 blanques peó · e4 blanques cavall · h4 blanques peó · g3 blanques peó · b2 blanques torre · f2 blanques peó · g2 blanques alfil · b1 blanques torre · h1 blanques rei | b8 negres torre · c8 negres alfil · f8 negres torre · h8 negres rei · b7 negres peó · d7 negres cavall · g7 negres dama · a6 negres peó · d6 blanques dama · g6 negres peó · a5 blanques peó · d5 blanques cavall · e5 negres peó · f5 negres cavall · h5 negres peó · c4 blanques peó · e4 blanques cavall · h4 blanques peó · g3 blanques peó · b2 blanques torre · f2 blanques peó · g2 blanques alfil · b1 blanques torre · h1 blanques rei | 8 |
| 7 | b8 negres torre · c8 negres alfil · f8 negres torre · h8 negres rei · b7 negres peó · d7 negres cavall · g7 negres dama · a6 negres peó · d6 blanques dama · g6 negres peó · a5 blanques peó · d5 blanques cavall · e5 negres peó · f5 negres cavall · h5 negres peó · c4 blanques peó · e4 blanques cavall · h4 blanques peó · g3 blanques peó · b2 blanques torre · f2 blanques peó · g2 blanques alfil · b1 blanques torre · h1 blanques rei | b8 negres torre · c8 negres alfil · f8 negres torre · h8 negres rei · b7 negres peó · d7 negres cavall · g7 negres dama · a6 negres peó · d6 blanques dama · g6 negres peó · a5 blanques peó · d5 blanques cavall · e5 negres peó · f5 negres cavall · h5 negres peó · c4 blanques peó · e4 blanques cavall · h4 blanques peó · g3 blanques peó · b2 blanques torre · f2 blanques peó · g2 blanques alfil · b1 blanques torre · h1 blanques rei | b8 negres torre · c8 negres alfil · f8 negres torre · h8 negres rei · b7 negres peó · d7 negres cavall · g7 negres dama · a6 negres peó · d6 blanques dama · g6 negres peó · a5 blanques peó · d5 blanques cavall · e5 negres peó · f5 negres cavall · h5 negres peó · c4 blanques peó · e4 blanques cavall · h4 blanques peó · g3 blanques peó · b2 blanques torre · f2 blanques peó · g2 blanques alfil · b1 blanques torre · h1 blanques rei | b8 negres torre · c8 negres alfil · f8 negres torre · h8 negres rei · b7 negres peó · d7 negres cavall · g7 negres dama · a6 negres peó · d6 blanques dama · g6 negres peó · a5 blanques peó · d5 blanques cavall · e5 negres peó · f5 negres cavall · h5 negres peó · c4 blanques peó · e4 blanques cavall · h4 blanques peó · g3 blanques peó · b2 blanques torre · f2 blanques peó · g2 blanques alfil · b1 blanques torre · h1 blanques rei | b8 negres torre · c8 negres alfil · f8 negres torre · h8 negres rei · b7 negres peó · d7 negres cavall · g7 negres dama · a6 negres peó · d6 blanques dama · g6 negres peó · a5 blanques peó · d5 blanques cavall · e5 negres peó · f5 negres cavall · h5 negres peó · c4 blanques peó · e4 blanques cavall · h4 blanques peó · g3 blanques peó · b2 blanques torre · f2 blanques peó · g2 blanques alfil · b1 blanques torre · h1 blanques rei | b8 negres torre · c8 negres alfil · f8 negres torre · h8 negres rei · b7 negres peó · d7 negres cavall · g7 negres dama · a6 negres peó · d6 blanques dama · g6 negres peó · a5 blanques peó · d5 blanques cavall · e5 negres peó · f5 negres cavall · h5 negres peó · c4 blanques peó · e4 blanques cavall · h4 blanques peó · g3 blanques peó · b2 blanques torre · f2 blanques peó · g2 blanques alfil · b1 blanques torre · h1 blanques rei | b8 negres torre · c8 negres alfil · f8 negres torre · h8 negres rei · b7 negres peó · d7 negres cavall · g7 negres dama · a6 negres peó · d6 blanques dama · g6 negres peó · a5 blanques peó · d5 blanques cavall · e5 negres peó · f5 negres cavall · h5 negres peó · c4 blanques peó · e4 blanques cavall · h4 blanques peó · g3 blanques peó · b2 blanques torre · f2 blanques peó · g2 blanques alfil · b1 blanques torre · h1 blanques rei | b8 negres torre · c8 negres alfil · f8 negres torre · h8 negres rei · b7 negres peó · d7 negres cavall · g7 negres dama · a6 negres peó · d6 blanques dama · g6 negres peó · a5 blanques peó · d5 blanques cavall · e5 negres peó · f5 negres cavall · h5 negres peó · c4 blanques peó · e4 blanques cavall · h4 blanques peó · g3 blanques peó · b2 blanques torre · f2 blanques peó · g2 blanques alfil · b1 blanques torre · h1 blanques rei | 7 |
| 6 | b8 negres torre · c8 negres alfil · f8 negres torre · h8 negres rei · b7 negres peó · d7 negres cavall · g7 negres dama · a6 negres peó · d6 blanques dama · g6 negres peó · a5 blanques peó · d5 blanques cavall · e5 negres peó · f5 negres cavall · h5 negres peó · c4 blanques peó · e4 blanques cavall · h4 blanques peó · g3 blanques peó · b2 blanques torre · f2 blanques peó · g2 blanques alfil · b1 blanques torre · h1 blanques rei | b8 negres torre · c8 negres alfil · f8 negres torre · h8 negres rei · b7 negres peó · d7 negres cavall · g7 negres dama · a6 negres peó · d6 blanques dama · g6 negres peó · a5 blanques peó · d5 blanques cavall · e5 negres peó · f5 negres cavall · h5 negres peó · c4 blanques peó · e4 blanques cavall · h4 blanques peó · g3 blanques peó · b2 blanques torre · f2 blanques peó · g2 blanques alfil · b1 blanques torre · h1 blanques rei | b8 negres torre · c8 negres alfil · f8 negres torre · h8 negres rei · b7 negres peó · d7 negres cavall · g7 negres dama · a6 negres peó · d6 blanques dama · g6 negres peó · a5 blanques peó · d5 blanques cavall · e5 negres peó · f5 negres cavall · h5 negres peó · c4 blanques peó · e4 blanques cavall · h4 blanques peó · g3 blanques peó · b2 blanques torre · f2 blanques peó · g2 blanques alfil · b1 blanques torre · h1 blanques rei | b8 negres torre · c8 negres alfil · f8 negres torre · h8 negres rei · b7 negres peó · d7 negres cavall · g7 negres dama · a6 negres peó · d6 blanques dama · g6 negres peó · a5 blanques peó · d5 blanques cavall · e5 negres peó · f5 negres cavall · h5 negres peó · c4 blanques peó · e4 blanques cavall · h4 blanques peó · g3 blanques peó · b2 blanques torre · f2 blanques peó · g2 blanques alfil · b1 blanques torre · h1 blanques rei | b8 negres torre · c8 negres alfil · f8 negres torre · h8 negres rei · b7 negres peó · d7 negres cavall · g7 negres dama · a6 negres peó · d6 blanques dama · g6 negres peó · a5 blanques peó · d5 blanques cavall · e5 negres peó · f5 negres cavall · h5 negres peó · c4 blanques peó · e4 blanques cavall · h4 blanques peó · g3 blanques peó · b2 blanques torre · f2 blanques peó · g2 blanques alfil · b1 blanques torre · h1 blanques rei | b8 negres torre · c8 negres alfil · f8 negres torre · h8 negres rei · b7 negres peó · d7 negres cavall · g7 negres dama · a6 negres peó · d6 blanques dama · g6 negres peó · a5 blanques peó · d5 blanques cavall · e5 negres peó · f5 negres cavall · h5 negres peó · c4 blanques peó · e4 blanques cavall · h4 blanques peó · g3 blanques peó · b2 blanques torre · f2 blanques peó · g2 blanques alfil · b1 blanques torre · h1 blanques rei | b8 negres torre · c8 negres alfil · f8 negres torre · h8 negres rei · b7 negres peó · d7 negres cavall · g7 negres dama · a6 negres peó · d6 blanques dama · g6 negres peó · a5 blanques peó · d5 blanques cavall · e5 negres peó · f5 negres cavall · h5 negres peó · c4 blanques peó · e4 blanques cavall · h4 blanques peó · g3 blanques peó · b2 blanques torre · f2 blanques peó · g2 blanques alfil · b1 blanques torre · h1 blanques rei | b8 negres torre · c8 negres alfil · f8 negres torre · h8 negres rei · b7 negres peó · d7 negres cavall · g7 negres dama · a6 negres peó · d6 blanques dama · g6 negres peó · a5 blanques peó · d5 blanques cavall · e5 negres peó · f5 negres cavall · h5 negres peó · c4 blanques peó · e4 blanques cavall · h4 blanques peó · g3 blanques peó · b2 blanques torre · f2 blanques peó · g2 blanques alfil · b1 blanques torre · h1 blanques rei | 6 |
| 5 | b8 negres torre · c8 negres alfil · f8 negres torre · h8 negres rei · b7 negres peó · d7 negres cavall · g7 negres dama · a6 negres peó · d6 blanques dama · g6 negres peó · a5 blanques peó · d5 blanques cavall · e5 negres peó · f5 negres cavall · h5 negres peó · c4 blanques peó · e4 blanques cavall · h4 blanques peó · g3 blanques peó · b2 blanques torre · f2 blanques peó · g2 blanques alfil · b1 blanques torre · h1 blanques rei | b8 negres torre · c8 negres alfil · f8 negres torre · h8 negres rei · b7 negres peó · d7 negres cavall · g7 negres dama · a6 negres peó · d6 blanques dama · g6 negres peó · a5 blanques peó · d5 blanques cavall · e5 negres peó · f5 negres cavall · h5 negres peó · c4 blanques peó · e4 blanques cavall · h4 blanques peó · g3 blanques peó · b2 blanques torre · f2 blanques peó · g2 blanques alfil · b1 blanques torre · h1 blanques rei | b8 negres torre · c8 negres alfil · f8 negres torre · h8 negres rei · b7 negres peó · d7 negres cavall · g7 negres dama · a6 negres peó · d6 blanques dama · g6 negres peó · a5 blanques peó · d5 blanques cavall · e5 negres peó · f5 negres cavall · h5 negres peó · c4 blanques peó · e4 blanques cavall · h4 blanques peó · g3 blanques peó · b2 blanques torre · f2 blanques peó · g2 blanques alfil · b1 blanques torre · h1 blanques rei | b8 negres torre · c8 negres alfil · f8 negres torre · h8 negres rei · b7 negres peó · d7 negres cavall · g7 negres dama · a6 negres peó · d6 blanques dama · g6 negres peó · a5 blanques peó · d5 blanques cavall · e5 negres peó · f5 negres cavall · h5 negres peó · c4 blanques peó · e4 blanques cavall · h4 blanques peó · g3 blanques peó · b2 blanques torre · f2 blanques peó · g2 blanques alfil · b1 blanques torre · h1 blanques rei | b8 negres torre · c8 negres alfil · f8 negres torre · h8 negres rei · b7 negres peó · d7 negres cavall · g7 negres dama · a6 negres peó · d6 blanques dama · g6 negres peó · a5 blanques peó · d5 blanques cavall · e5 negres peó · f5 negres cavall · h5 negres peó · c4 blanques peó · e4 blanques cavall · h4 blanques peó · g3 blanques peó · b2 blanques torre · f2 blanques peó · g2 blanques alfil · b1 blanques torre · h1 blanques rei | b8 negres torre · c8 negres alfil · f8 negres torre · h8 negres rei · b7 negres peó · d7 negres cavall · g7 negres dama · a6 negres peó · d6 blanques dama · g6 negres peó · a5 blanques peó · d5 blanques cavall · e5 negres peó · f5 negres cavall · h5 negres peó · c4 blanques peó · e4 blanques cavall · h4 blanques peó · g3 blanques peó · b2 blanques torre · f2 blanques peó · g2 blanques alfil · b1 blanques torre · h1 blanques rei | b8 negres torre · c8 negres alfil · f8 negres torre · h8 negres rei · b7 negres peó · d7 negres cavall · g7 negres dama · a6 negres peó · d6 blanques dama · g6 negres peó · a5 blanques peó · d5 blanques cavall · e5 negres peó · f5 negres cavall · h5 negres peó · c4 blanques peó · e4 blanques cavall · h4 blanques peó · g3 blanques peó · b2 blanques torre · f2 blanques peó · g2 blanques alfil · b1 blanques torre · h1 blanques rei | b8 negres torre · c8 negres alfil · f8 negres torre · h8 negres rei · b7 negres peó · d7 negres cavall · g7 negres dama · a6 negres peó · d6 blanques dama · g6 negres peó · a5 blanques peó · d5 blanques cavall · e5 negres peó · f5 negres cavall · h5 negres peó · c4 blanques peó · e4 blanques cavall · h4 blanques peó · g3 blanques peó · b2 blanques torre · f2 blanques peó · g2 blanques alfil · b1 blanques torre · h1 blanques rei | 5 |
| 4 | b8 negres torre · c8 negres alfil · f8 negres torre · h8 negres rei · b7 negres peó · d7 negres cavall · g7 negres dama · a6 negres peó · d6 blanques dama · g6 negres peó · a5 blanques peó · d5 blanques cavall · e5 negres peó · f5 negres cavall · h5 negres peó · c4 blanques peó · e4 blanques cavall · h4 blanques peó · g3 blanques peó · b2 blanques torre · f2 blanques peó · g2 blanques alfil · b1 blanques torre · h1 blanques rei | b8 negres torre · c8 negres alfil · f8 negres torre · h8 negres rei · b7 negres peó · d7 negres cavall · g7 negres dama · a6 negres peó · d6 blanques dama · g6 negres peó · a5 blanques peó · d5 blanques cavall · e5 negres peó · f5 negres cavall · h5 negres peó · c4 blanques peó · e4 blanques cavall · h4 blanques peó · g3 blanques peó · b2 blanques torre · f2 blanques peó · g2 blanques alfil · b1 blanques torre · h1 blanques rei | b8 negres torre · c8 negres alfil · f8 negres torre · h8 negres rei · b7 negres peó · d7 negres cavall · g7 negres dama · a6 negres peó · d6 blanques dama · g6 negres peó · a5 blanques peó · d5 blanques cavall · e5 negres peó · f5 negres cavall · h5 negres peó · c4 blanques peó · e4 blanques cavall · h4 blanques peó · g3 blanques peó · b2 blanques torre · f2 blanques peó · g2 blanques alfil · b1 blanques torre · h1 blanques rei | b8 negres torre · c8 negres alfil · f8 negres torre · h8 negres rei · b7 negres peó · d7 negres cavall · g7 negres dama · a6 negres peó · d6 blanques dama · g6 negres peó · a5 blanques peó · d5 blanques cavall · e5 negres peó · f5 negres cavall · h5 negres peó · c4 blanques peó · e4 blanques cavall · h4 blanques peó · g3 blanques peó · b2 blanques torre · f2 blanques peó · g2 blanques alfil · b1 blanques torre · h1 blanques rei | b8 negres torre · c8 negres alfil · f8 negres torre · h8 negres rei · b7 negres peó · d7 negres cavall · g7 negres dama · a6 negres peó · d6 blanques dama · g6 negres peó · a5 blanques peó · d5 blanques cavall · e5 negres peó · f5 negres cavall · h5 negres peó · c4 blanques peó · e4 blanques cavall · h4 blanques peó · g3 blanques peó · b2 blanques torre · f2 blanques peó · g2 blanques alfil · b1 blanques torre · h1 blanques rei | b8 negres torre · c8 negres alfil · f8 negres torre · h8 negres rei · b7 negres peó · d7 negres cavall · g7 negres dama · a6 negres peó · d6 blanques dama · g6 negres peó · a5 blanques peó · d5 blanques cavall · e5 negres peó · f5 negres cavall · h5 negres peó · c4 blanques peó · e4 blanques cavall · h4 blanques peó · g3 blanques peó · b2 blanques torre · f2 blanques peó · g2 blanques alfil · b1 blanques torre · h1 blanques rei | b8 negres torre · c8 negres alfil · f8 negres torre · h8 negres rei · b7 negres peó · d7 negres cavall · g7 negres dama · a6 negres peó · d6 blanques dama · g6 negres peó · a5 blanques peó · d5 blanques cavall · e5 negres peó · f5 negres cavall · h5 negres peó · c4 blanques peó · e4 blanques cavall · h4 blanques peó · g3 blanques peó · b2 blanques torre · f2 blanques peó · g2 blanques alfil · b1 blanques torre · h1 blanques rei | b8 negres torre · c8 negres alfil · f8 negres torre · h8 negres rei · b7 negres peó · d7 negres cavall · g7 negres dama · a6 negres peó · d6 blanques dama · g6 negres peó · a5 blanques peó · d5 blanques cavall · e5 negres peó · f5 negres cavall · h5 negres peó · c4 blanques peó · e4 blanques cavall · h4 blanques peó · g3 blanques peó · b2 blanques torre · f2 blanques peó · g2 blanques alfil · b1 blanques torre · h1 blanques rei | 4 |
| 3 | b8 negres torre · c8 negres alfil · f8 negres torre · h8 negres rei · b7 negres peó · d7 negres cavall · g7 negres dama · a6 negres peó · d6 blanques dama · g6 negres peó · a5 blanques peó · d5 blanques cavall · e5 negres peó · f5 negres cavall · h5 negres peó · c4 blanques peó · e4 blanques cavall · h4 blanques peó · g3 blanques peó · b2 blanques torre · f2 blanques peó · g2 blanques alfil · b1 blanques torre · h1 blanques rei | b8 negres torre · c8 negres alfil · f8 negres torre · h8 negres rei · b7 negres peó · d7 negres cavall · g7 negres dama · a6 negres peó · d6 blanques dama · g6 negres peó · a5 blanques peó · d5 blanques cavall · e5 negres peó · f5 negres cavall · h5 negres peó · c4 blanques peó · e4 blanques cavall · h4 blanques peó · g3 blanques peó · b2 blanques torre · f2 blanques peó · g2 blanques alfil · b1 blanques torre · h1 blanques rei | b8 negres torre · c8 negres alfil · f8 negres torre · h8 negres rei · b7 negres peó · d7 negres cavall · g7 negres dama · a6 negres peó · d6 blanques dama · g6 negres peó · a5 blanques peó · d5 blanques cavall · e5 negres peó · f5 negres cavall · h5 negres peó · c4 blanques peó · e4 blanques cavall · h4 blanques peó · g3 blanques peó · b2 blanques torre · f2 blanques peó · g2 blanques alfil · b1 blanques torre · h1 blanques rei | b8 negres torre · c8 negres alfil · f8 negres torre · h8 negres rei · b7 negres peó · d7 negres cavall · g7 negres dama · a6 negres peó · d6 blanques dama · g6 negres peó · a5 blanques peó · d5 blanques cavall · e5 negres peó · f5 negres cavall · h5 negres peó · c4 blanques peó · e4 blanques cavall · h4 blanques peó · g3 blanques peó · b2 blanques torre · f2 blanques peó · g2 blanques alfil · b1 blanques torre · h1 blanques rei | b8 negres torre · c8 negres alfil · f8 negres torre · h8 negres rei · b7 negres peó · d7 negres cavall · g7 negres dama · a6 negres peó · d6 blanques dama · g6 negres peó · a5 blanques peó · d5 blanques cavall · e5 negres peó · f5 negres cavall · h5 negres peó · c4 blanques peó · e4 blanques cavall · h4 blanques peó · g3 blanques peó · b2 blanques torre · f2 blanques peó · g2 blanques alfil · b1 blanques torre · h1 blanques rei | b8 negres torre · c8 negres alfil · f8 negres torre · h8 negres rei · b7 negres peó · d7 negres cavall · g7 negres dama · a6 negres peó · d6 blanques dama · g6 negres peó · a5 blanques peó · d5 blanques cavall · e5 negres peó · f5 negres cavall · h5 negres peó · c4 blanques peó · e4 blanques cavall · h4 blanques peó · g3 blanques peó · b2 blanques torre · f2 blanques peó · g2 blanques alfil · b1 blanques torre · h1 blanques rei | b8 negres torre · c8 negres alfil · f8 negres torre · h8 negres rei · b7 negres peó · d7 negres cavall · g7 negres dama · a6 negres peó · d6 blanques dama · g6 negres peó · a5 blanques peó · d5 blanques cavall · e5 negres peó · f5 negres cavall · h5 negres peó · c4 blanques peó · e4 blanques cavall · h4 blanques peó · g3 blanques peó · b2 blanques torre · f2 blanques peó · g2 blanques alfil · b1 blanques torre · h1 blanques rei | b8 negres torre · c8 negres alfil · f8 negres torre · h8 negres rei · b7 negres peó · d7 negres cavall · g7 negres dama · a6 negres peó · d6 blanques dama · g6 negres peó · a5 blanques peó · d5 blanques cavall · e5 negres peó · f5 negres cavall · h5 negres peó · c4 blanques peó · e4 blanques cavall · h4 blanques peó · g3 blanques peó · b2 blanques torre · f2 blanques peó · g2 blanques alfil · b1 blanques torre · h1 blanques rei | 3 |
| 2 | b8 negres torre · c8 negres alfil · f8 negres torre · h8 negres rei · b7 negres peó · d7 negres cavall · g7 negres dama · a6 negres peó · d6 blanques dama · g6 negres peó · a5 blanques peó · d5 blanques cavall · e5 negres peó · f5 negres cavall · h5 negres peó · c4 blanques peó · e4 blanques cavall · h4 blanques peó · g3 blanques peó · b2 blanques torre · f2 blanques peó · g2 blanques alfil · b1 blanques torre · h1 blanques rei | b8 negres torre · c8 negres alfil · f8 negres torre · h8 negres rei · b7 negres peó · d7 negres cavall · g7 negres dama · a6 negres peó · d6 blanques dama · g6 negres peó · a5 blanques peó · d5 blanques cavall · e5 negres peó · f5 negres cavall · h5 negres peó · c4 blanques peó · e4 blanques cavall · h4 blanques peó · g3 blanques peó · b2 blanques torre · f2 blanques peó · g2 blanques alfil · b1 blanques torre · h1 blanques rei | b8 negres torre · c8 negres alfil · f8 negres torre · h8 negres rei · b7 negres peó · d7 negres cavall · g7 negres dama · a6 negres peó · d6 blanques dama · g6 negres peó · a5 blanques peó · d5 blanques cavall · e5 negres peó · f5 negres cavall · h5 negres peó · c4 blanques peó · e4 blanques cavall · h4 blanques peó · g3 blanques peó · b2 blanques torre · f2 blanques peó · g2 blanques alfil · b1 blanques torre · h1 blanques rei | b8 negres torre · c8 negres alfil · f8 negres torre · h8 negres rei · b7 negres peó · d7 negres cavall · g7 negres dama · a6 negres peó · d6 blanques dama · g6 negres peó · a5 blanques peó · d5 blanques cavall · e5 negres peó · f5 negres cavall · h5 negres peó · c4 blanques peó · e4 blanques cavall · h4 blanques peó · g3 blanques peó · b2 blanques torre · f2 blanques peó · g2 blanques alfil · b1 blanques torre · h1 blanques rei | b8 negres torre · c8 negres alfil · f8 negres torre · h8 negres rei · b7 negres peó · d7 negres cavall · g7 negres dama · a6 negres peó · d6 blanques dama · g6 negres peó · a5 blanques peó · d5 blanques cavall · e5 negres peó · f5 negres cavall · h5 negres peó · c4 blanques peó · e4 blanques cavall · h4 blanques peó · g3 blanques peó · b2 blanques torre · f2 blanques peó · g2 blanques alfil · b1 blanques torre · h1 blanques rei | b8 negres torre · c8 negres alfil · f8 negres torre · h8 negres rei · b7 negres peó · d7 negres cavall · g7 negres dama · a6 negres peó · d6 blanques dama · g6 negres peó · a5 blanques peó · d5 blanques cavall · e5 negres peó · f5 negres cavall · h5 negres peó · c4 blanques peó · e4 blanques cavall · h4 blanques peó · g3 blanques peó · b2 blanques torre · f2 blanques peó · g2 blanques alfil · b1 blanques torre · h1 blanques rei | b8 negres torre · c8 negres alfil · f8 negres torre · h8 negres rei · b7 negres peó · d7 negres cavall · g7 negres dama · a6 negres peó · d6 blanques dama · g6 negres peó · a5 blanques peó · d5 blanques cavall · e5 negres peó · f5 negres cavall · h5 negres peó · c4 blanques peó · e4 blanques cavall · h4 blanques peó · g3 blanques peó · b2 blanques torre · f2 blanques peó · g2 blanques alfil · b1 blanques torre · h1 blanques rei | b8 negres torre · c8 negres alfil · f8 negres torre · h8 negres rei · b7 negres peó · d7 negres cavall · g7 negres dama · a6 negres peó · d6 blanques dama · g6 negres peó · a5 blanques peó · d5 blanques cavall · e5 negres peó · f5 negres cavall · h5 negres peó · c4 blanques peó · e4 blanques cavall · h4 blanques peó · g3 blanques peó · b2 blanques torre · f2 blanques peó · g2 blanques alfil · b1 blanques torre · h1 blanques rei | 2 |
| 1 | b8 negres torre · c8 negres alfil · f8 negres torre · h8 negres rei · b7 negres peó · d7 negres cavall · g7 negres dama · a6 negres peó · d6 blanques dama · g6 negres peó · a5 blanques peó · d5 blanques cavall · e5 negres peó · f5 negres cavall · h5 negres peó · c4 blanques peó · e4 blanques cavall · h4 blanques peó · g3 blanques peó · b2 blanques torre · f2 blanques peó · g2 blanques alfil · b1 blanques torre · h1 blanques rei | b8 negres torre · c8 negres alfil · f8 negres torre · h8 negres rei · b7 negres peó · d7 negres cavall · g7 negres dama · a6 negres peó · d6 blanques dama · g6 negres peó · a5 blanques peó · d5 blanques cavall · e5 negres peó · f5 negres cavall · h5 negres peó · c4 blanques peó · e4 blanques cavall · h4 blanques peó · g3 blanques peó · b2 blanques torre · f2 blanques peó · g2 blanques alfil · b1 blanques torre · h1 blanques rei | b8 negres torre · c8 negres alfil · f8 negres torre · h8 negres rei · b7 negres peó · d7 negres cavall · g7 negres dama · a6 negres peó · d6 blanques dama · g6 negres peó · a5 blanques peó · d5 blanques cavall · e5 negres peó · f5 negres cavall · h5 negres peó · c4 blanques peó · e4 blanques cavall · h4 blanques peó · g3 blanques peó · b2 blanques torre · f2 blanques peó · g2 blanques alfil · b1 blanques torre · h1 blanques rei | b8 negres torre · c8 negres alfil · f8 negres torre · h8 negres rei · b7 negres peó · d7 negres cavall · g7 negres dama · a6 negres peó · d6 blanques dama · g6 negres peó · a5 blanques peó · d5 blanques cavall · e5 negres peó · f5 negres cavall · h5 negres peó · c4 blanques peó · e4 blanques cavall · h4 blanques peó · g3 blanques peó · b2 blanques torre · f2 blanques peó · g2 blanques alfil · b1 blanques torre · h1 blanques rei | b8 negres torre · c8 negres alfil · f8 negres torre · h8 negres rei · b7 negres peó · d7 negres cavall · g7 negres dama · a6 negres peó · d6 blanques dama · g6 negres peó · a5 blanques peó · d5 blanques cavall · e5 negres peó · f5 negres cavall · h5 negres peó · c4 blanques peó · e4 blanques cavall · h4 blanques peó · g3 blanques peó · b2 blanques torre · f2 blanques peó · g2 blanques alfil · b1 blanques torre · h1 blanques rei | b8 negres torre · c8 negres alfil · f8 negres torre · h8 negres rei · b7 negres peó · d7 negres cavall · g7 negres dama · a6 negres peó · d6 blanques dama · g6 negres peó · a5 blanques peó · d5 blanques cavall · e5 negres peó · f5 negres cavall · h5 negres peó · c4 blanques peó · e4 blanques cavall · h4 blanques peó · g3 blanques peó · b2 blanques torre · f2 blanques peó · g2 blanques alfil · b1 blanques torre · h1 blanques rei | b8 negres torre · c8 negres alfil · f8 negres torre · h8 negres rei · b7 negres peó · d7 negres cavall · g7 negres dama · a6 negres peó · d6 blanques dama · g6 negres peó · a5 blanques peó · d5 blanques cavall · e5 negres peó · f5 negres cavall · h5 negres peó · c4 blanques peó · e4 blanques cavall · h4 blanques peó · g3 blanques peó · b2 blanques torre · f2 blanques peó · g2 blanques alfil · b1 blanques torre · h1 blanques rei | b8 negres torre · c8 negres alfil · f8 negres torre · h8 negres rei · b7 negres peó · d7 negres cavall · g7 negres dama · a6 negres peó · d6 blanques dama · g6 negres peó · a5 blanques peó · d5 blanques cavall · e5 negres peó · f5 negres cavall · h5 negres peó · c4 blanques peó · e4 blanques cavall · h4 blanques peó · g3 blanques peó · b2 blanques torre · f2 blanques peó · g2 blanques alfil · b1 blanques torre · h1 blanques rei | 1 |
|   | a | b | c | d | e | f | g | h |   |

En aquesta posició clarament avantatjosa per Petrossian (qui condueix les blanques) en la seva partida contra Bronstein (a Amsterdam, 1956), el qui posteriorment seria Campió del món va patir d'amaurosis scacchistica fent la jugada 36.Ce4-g5, la qual va ser contestada, simplement, amb 36. ...Cf5xd6, capturant la dama. En Petrossian es va rendir immediatament.

### Exemple 3
|   | a | b | c | d | e | f | g | h |   |
| 8 | b8 negres torre · d8 negres cavall · f8 negres torre · g8 negres rei · a7 negres peó · b7 negres peó · c7 negres dama · f7 negres peó · g7 negres alfil · c6 negres alfil · f6 blanques cavall · g6 negres peó · c5 negres peó · d5 blanques alfil · h5 negres peó · c4 blanques peó · h4 blanques peó · e3 blanques peó · a2 blanques peó · b2 blanques alfil · c2 blanques dama · f2 blanques peó · g2 blanques peó · b1 blanques torre · f1 blanques torre · g1 blanques rei | b8 negres torre · d8 negres cavall · f8 negres torre · g8 negres rei · a7 negres peó · b7 negres peó · c7 negres dama · f7 negres peó · g7 negres alfil · c6 negres alfil · f6 blanques cavall · g6 negres peó · c5 negres peó · d5 blanques alfil · h5 negres peó · c4 blanques peó · h4 blanques peó · e3 blanques peó · a2 blanques peó · b2 blanques alfil · c2 blanques dama · f2 blanques peó · g2 blanques peó · b1 blanques torre · f1 blanques torre · g1 blanques rei | b8 negres torre · d8 negres cavall · f8 negres torre · g8 negres rei · a7 negres peó · b7 negres peó · c7 negres dama · f7 negres peó · g7 negres alfil · c6 negres alfil · f6 blanques cavall · g6 negres peó · c5 negres peó · d5 blanques alfil · h5 negres peó · c4 blanques peó · h4 blanques peó · e3 blanques peó · a2 blanques peó · b2 blanques alfil · c2 blanques dama · f2 blanques peó · g2 blanques peó · b1 blanques torre · f1 blanques torre · g1 blanques rei | b8 negres torre · d8 negres cavall · f8 negres torre · g8 negres rei · a7 negres peó · b7 negres peó · c7 negres dama · f7 negres peó · g7 negres alfil · c6 negres alfil · f6 blanques cavall · g6 negres peó · c5 negres peó · d5 blanques alfil · h5 negres peó · c4 blanques peó · h4 blanques peó · e3 blanques peó · a2 blanques peó · b2 blanques alfil · c2 blanques dama · f2 blanques peó · g2 blanques peó · b1 blanques torre · f1 blanques torre · g1 blanques rei | b8 negres torre · d8 negres cavall · f8 negres torre · g8 negres rei · a7 negres peó · b7 negres peó · c7 negres dama · f7 negres peó · g7 negres alfil · c6 negres alfil · f6 blanques cavall · g6 negres peó · c5 negres peó · d5 blanques alfil · h5 negres peó · c4 blanques peó · h4 blanques peó · e3 blanques peó · a2 blanques peó · b2 blanques alfil · c2 blanques dama · f2 blanques peó · g2 blanques peó · b1 blanques torre · f1 blanques torre · g1 blanques rei | b8 negres torre · d8 negres cavall · f8 negres torre · g8 negres rei · a7 negres peó · b7 negres peó · c7 negres dama · f7 negres peó · g7 negres alfil · c6 negres alfil · f6 blanques cavall · g6 negres peó · c5 negres peó · d5 blanques alfil · h5 negres peó · c4 blanques peó · h4 blanques peó · e3 blanques peó · a2 blanques peó · b2 blanques alfil · c2 blanques dama · f2 blanques peó · g2 blanques peó · b1 blanques torre · f1 blanques torre · g1 blanques rei | b8 negres torre · d8 negres cavall · f8 negres torre · g8 negres rei · a7 negres peó · b7 negres peó · c7 negres dama · f7 negres peó · g7 negres alfil · c6 negres alfil · f6 blanques cavall · g6 negres peó · c5 negres peó · d5 blanques alfil · h5 negres peó · c4 blanques peó · h4 blanques peó · e3 blanques peó · a2 blanques peó · b2 blanques alfil · c2 blanques dama · f2 blanques peó · g2 blanques peó · b1 blanques torre · f1 blanques torre · g1 blanques rei | b8 negres torre · d8 negres cavall · f8 negres torre · g8 negres rei · a7 negres peó · b7 negres peó · c7 negres dama · f7 negres peó · g7 negres alfil · c6 negres alfil · f6 blanques cavall · g6 negres peó · c5 negres peó · d5 blanques alfil · h5 negres peó · c4 blanques peó · h4 blanques peó · e3 blanques peó · a2 blanques peó · b2 blanques alfil · c2 blanques dama · f2 blanques peó · g2 blanques peó · b1 blanques torre · f1 blanques torre · g1 blanques rei | 8 |
| 7 | b8 negres torre · d8 negres cavall · f8 negres torre · g8 negres rei · a7 negres peó · b7 negres peó · c7 negres dama · f7 negres peó · g7 negres alfil · c6 negres alfil · f6 blanques cavall · g6 negres peó · c5 negres peó · d5 blanques alfil · h5 negres peó · c4 blanques peó · h4 blanques peó · e3 blanques peó · a2 blanques peó · b2 blanques alfil · c2 blanques dama · f2 blanques peó · g2 blanques peó · b1 blanques torre · f1 blanques torre · g1 blanques rei | b8 negres torre · d8 negres cavall · f8 negres torre · g8 negres rei · a7 negres peó · b7 negres peó · c7 negres dama · f7 negres peó · g7 negres alfil · c6 negres alfil · f6 blanques cavall · g6 negres peó · c5 negres peó · d5 blanques alfil · h5 negres peó · c4 blanques peó · h4 blanques peó · e3 blanques peó · a2 blanques peó · b2 blanques alfil · c2 blanques dama · f2 blanques peó · g2 blanques peó · b1 blanques torre · f1 blanques torre · g1 blanques rei | b8 negres torre · d8 negres cavall · f8 negres torre · g8 negres rei · a7 negres peó · b7 negres peó · c7 negres dama · f7 negres peó · g7 negres alfil · c6 negres alfil · f6 blanques cavall · g6 negres peó · c5 negres peó · d5 blanques alfil · h5 negres peó · c4 blanques peó · h4 blanques peó · e3 blanques peó · a2 blanques peó · b2 blanques alfil · c2 blanques dama · f2 blanques peó · g2 blanques peó · b1 blanques torre · f1 blanques torre · g1 blanques rei | b8 negres torre · d8 negres cavall · f8 negres torre · g8 negres rei · a7 negres peó · b7 negres peó · c7 negres dama · f7 negres peó · g7 negres alfil · c6 negres alfil · f6 blanques cavall · g6 negres peó · c5 negres peó · d5 blanques alfil · h5 negres peó · c4 blanques peó · h4 blanques peó · e3 blanques peó · a2 blanques peó · b2 blanques alfil · c2 blanques dama · f2 blanques peó · g2 blanques peó · b1 blanques torre · f1 blanques torre · g1 blanques rei | b8 negres torre · d8 negres cavall · f8 negres torre · g8 negres rei · a7 negres peó · b7 negres peó · c7 negres dama · f7 negres peó · g7 negres alfil · c6 negres alfil · f6 blanques cavall · g6 negres peó · c5 negres peó · d5 blanques alfil · h5 negres peó · c4 blanques peó · h4 blanques peó · e3 blanques peó · a2 blanques peó · b2 blanques alfil · c2 blanques dama · f2 blanques peó · g2 blanques peó · b1 blanques torre · f1 blanques torre · g1 blanques rei | b8 negres torre · d8 negres cavall · f8 negres torre · g8 negres rei · a7 negres peó · b7 negres peó · c7 negres dama · f7 negres peó · g7 negres alfil · c6 negres alfil · f6 blanques cavall · g6 negres peó · c5 negres peó · d5 blanques alfil · h5 negres peó · c4 blanques peó · h4 blanques peó · e3 blanques peó · a2 blanques peó · b2 blanques alfil · c2 blanques dama · f2 blanques peó · g2 blanques peó · b1 blanques torre · f1 blanques torre · g1 blanques rei | b8 negres torre · d8 negres cavall · f8 negres torre · g8 negres rei · a7 negres peó · b7 negres peó · c7 negres dama · f7 negres peó · g7 negres alfil · c6 negres alfil · f6 blanques cavall · g6 negres peó · c5 negres peó · d5 blanques alfil · h5 negres peó · c4 blanques peó · h4 blanques peó · e3 blanques peó · a2 blanques peó · b2 blanques alfil · c2 blanques dama · f2 blanques peó · g2 blanques peó · b1 blanques torre · f1 blanques torre · g1 blanques rei | b8 negres torre · d8 negres cavall · f8 negres torre · g8 negres rei · a7 negres peó · b7 negres peó · c7 negres dama · f7 negres peó · g7 negres alfil · c6 negres alfil · f6 blanques cavall · g6 negres peó · c5 negres peó · d5 blanques alfil · h5 negres peó · c4 blanques peó · h4 blanques peó · e3 blanques peó · a2 blanques peó · b2 blanques alfil · c2 blanques dama · f2 blanques peó · g2 blanques peó · b1 blanques torre · f1 blanques torre · g1 blanques rei | 7 |
| 6 | b8 negres torre · d8 negres cavall · f8 negres torre · g8 negres rei · a7 negres peó · b7 negres peó · c7 negres dama · f7 negres peó · g7 negres alfil · c6 negres alfil · f6 blanques cavall · g6 negres peó · c5 negres peó · d5 blanques alfil · h5 negres peó · c4 blanques peó · h4 blanques peó · e3 blanques peó · a2 blanques peó · b2 blanques alfil · c2 blanques dama · f2 blanques peó · g2 blanques peó · b1 blanques torre · f1 blanques torre · g1 blanques rei | b8 negres torre · d8 negres cavall · f8 negres torre · g8 negres rei · a7 negres peó · b7 negres peó · c7 negres dama · f7 negres peó · g7 negres alfil · c6 negres alfil · f6 blanques cavall · g6 negres peó · c5 negres peó · d5 blanques alfil · h5 negres peó · c4 blanques peó · h4 blanques peó · e3 blanques peó · a2 blanques peó · b2 blanques alfil · c2 blanques dama · f2 blanques peó · g2 blanques peó · b1 blanques torre · f1 blanques torre · g1 blanques rei | b8 negres torre · d8 negres cavall · f8 negres torre · g8 negres rei · a7 negres peó · b7 negres peó · c7 negres dama · f7 negres peó · g7 negres alfil · c6 negres alfil · f6 blanques cavall · g6 negres peó · c5 negres peó · d5 blanques alfil · h5 negres peó · c4 blanques peó · h4 blanques peó · e3 blanques peó · a2 blanques peó · b2 blanques alfil · c2 blanques dama · f2 blanques peó · g2 blanques peó · b1 blanques torre · f1 blanques torre · g1 blanques rei | b8 negres torre · d8 negres cavall · f8 negres torre · g8 negres rei · a7 negres peó · b7 negres peó · c7 negres dama · f7 negres peó · g7 negres alfil · c6 negres alfil · f6 blanques cavall · g6 negres peó · c5 negres peó · d5 blanques alfil · h5 negres peó · c4 blanques peó · h4 blanques peó · e3 blanques peó · a2 blanques peó · b2 blanques alfil · c2 blanques dama · f2 blanques peó · g2 blanques peó · b1 blanques torre · f1 blanques torre · g1 blanques rei | b8 negres torre · d8 negres cavall · f8 negres torre · g8 negres rei · a7 negres peó · b7 negres peó · c7 negres dama · f7 negres peó · g7 negres alfil · c6 negres alfil · f6 blanques cavall · g6 negres peó · c5 negres peó · d5 blanques alfil · h5 negres peó · c4 blanques peó · h4 blanques peó · e3 blanques peó · a2 blanques peó · b2 blanques alfil · c2 blanques dama · f2 blanques peó · g2 blanques peó · b1 blanques torre · f1 blanques torre · g1 blanques rei | b8 negres torre · d8 negres cavall · f8 negres torre · g8 negres rei · a7 negres peó · b7 negres peó · c7 negres dama · f7 negres peó · g7 negres alfil · c6 negres alfil · f6 blanques cavall · g6 negres peó · c5 negres peó · d5 blanques alfil · h5 negres peó · c4 blanques peó · h4 blanques peó · e3 blanques peó · a2 blanques peó · b2 blanques alfil · c2 blanques dama · f2 blanques peó · g2 blanques peó · b1 blanques torre · f1 blanques torre · g1 blanques rei | b8 negres torre · d8 negres cavall · f8 negres torre · g8 negres rei · a7 negres peó · b7 negres peó · c7 negres dama · f7 negres peó · g7 negres alfil · c6 negres alfil · f6 blanques cavall · g6 negres peó · c5 negres peó · d5 blanques alfil · h5 negres peó · c4 blanques peó · h4 blanques peó · e3 blanques peó · a2 blanques peó · b2 blanques alfil · c2 blanques dama · f2 blanques peó · g2 blanques peó · b1 blanques torre · f1 blanques torre · g1 blanques rei | b8 negres torre · d8 negres cavall · f8 negres torre · g8 negres rei · a7 negres peó · b7 negres peó · c7 negres dama · f7 negres peó · g7 negres alfil · c6 negres alfil · f6 blanques cavall · g6 negres peó · c5 negres peó · d5 blanques alfil · h5 negres peó · c4 blanques peó · h4 blanques peó · e3 blanques peó · a2 blanques peó · b2 blanques alfil · c2 blanques dama · f2 blanques peó · g2 blanques peó · b1 blanques torre · f1 blanques torre · g1 blanques rei | 6 |
| 5 | b8 negres torre · d8 negres cavall · f8 negres torre · g8 negres rei · a7 negres peó · b7 negres peó · c7 negres dama · f7 negres peó · g7 negres alfil · c6 negres alfil · f6 blanques cavall · g6 negres peó · c5 negres peó · d5 blanques alfil · h5 negres peó · c4 blanques peó · h4 blanques peó · e3 blanques peó · a2 blanques peó · b2 blanques alfil · c2 blanques dama · f2 blanques peó · g2 blanques peó · b1 blanques torre · f1 blanques torre · g1 blanques rei | b8 negres torre · d8 negres cavall · f8 negres torre · g8 negres rei · a7 negres peó · b7 negres peó · c7 negres dama · f7 negres peó · g7 negres alfil · c6 negres alfil · f6 blanques cavall · g6 negres peó · c5 negres peó · d5 blanques alfil · h5 negres peó · c4 blanques peó · h4 blanques peó · e3 blanques peó · a2 blanques peó · b2 blanques alfil · c2 blanques dama · f2 blanques peó · g2 blanques peó · b1 blanques torre · f1 blanques torre · g1 blanques rei | b8 negres torre · d8 negres cavall · f8 negres torre · g8 negres rei · a7 negres peó · b7 negres peó · c7 negres dama · f7 negres peó · g7 negres alfil · c6 negres alfil · f6 blanques cavall · g6 negres peó · c5 negres peó · d5 blanques alfil · h5 negres peó · c4 blanques peó · h4 blanques peó · e3 blanques peó · a2 blanques peó · b2 blanques alfil · c2 blanques dama · f2 blanques peó · g2 blanques peó · b1 blanques torre · f1 blanques torre · g1 blanques rei | b8 negres torre · d8 negres cavall · f8 negres torre · g8 negres rei · a7 negres peó · b7 negres peó · c7 negres dama · f7 negres peó · g7 negres alfil · c6 negres alfil · f6 blanques cavall · g6 negres peó · c5 negres peó · d5 blanques alfil · h5 negres peó · c4 blanques peó · h4 blanques peó · e3 blanques peó · a2 blanques peó · b2 blanques alfil · c2 blanques dama · f2 blanques peó · g2 blanques peó · b1 blanques torre · f1 blanques torre · g1 blanques rei | b8 negres torre · d8 negres cavall · f8 negres torre · g8 negres rei · a7 negres peó · b7 negres peó · c7 negres dama · f7 negres peó · g7 negres alfil · c6 negres alfil · f6 blanques cavall · g6 negres peó · c5 negres peó · d5 blanques alfil · h5 negres peó · c4 blanques peó · h4 blanques peó · e3 blanques peó · a2 blanques peó · b2 blanques alfil · c2 blanques dama · f2 blanques peó · g2 blanques peó · b1 blanques torre · f1 blanques torre · g1 blanques rei | b8 negres torre · d8 negres cavall · f8 negres torre · g8 negres rei · a7 negres peó · b7 negres peó · c7 negres dama · f7 negres peó · g7 negres alfil · c6 negres alfil · f6 blanques cavall · g6 negres peó · c5 negres peó · d5 blanques alfil · h5 negres peó · c4 blanques peó · h4 blanques peó · e3 blanques peó · a2 blanques peó · b2 blanques alfil · c2 blanques dama · f2 blanques peó · g2 blanques peó · b1 blanques torre · f1 blanques torre · g1 blanques rei | b8 negres torre · d8 negres cavall · f8 negres torre · g8 negres rei · a7 negres peó · b7 negres peó · c7 negres dama · f7 negres peó · g7 negres alfil · c6 negres alfil · f6 blanques cavall · g6 negres peó · c5 negres peó · d5 blanques alfil · h5 negres peó · c4 blanques peó · h4 blanques peó · e3 blanques peó · a2 blanques peó · b2 blanques alfil · c2 blanques dama · f2 blanques peó · g2 blanques peó · b1 blanques torre · f1 blanques torre · g1 blanques rei | b8 negres torre · d8 negres cavall · f8 negres torre · g8 negres rei · a7 negres peó · b7 negres peó · c7 negres dama · f7 negres peó · g7 negres alfil · c6 negres alfil · f6 blanques cavall · g6 negres peó · c5 negres peó · d5 blanques alfil · h5 negres peó · c4 blanques peó · h4 blanques peó · e3 blanques peó · a2 blanques peó · b2 blanques alfil · c2 blanques dama · f2 blanques peó · g2 blanques peó · b1 blanques torre · f1 blanques torre · g1 blanques rei | 5 |
| 4 | b8 negres torre · d8 negres cavall · f8 negres torre · g8 negres rei · a7 negres peó · b7 negres peó · c7 negres dama · f7 negres peó · g7 negres alfil · c6 negres alfil · f6 blanques cavall · g6 negres peó · c5 negres peó · d5 blanques alfil · h5 negres peó · c4 blanques peó · h4 blanques peó · e3 blanques peó · a2 blanques peó · b2 blanques alfil · c2 blanques dama · f2 blanques peó · g2 blanques peó · b1 blanques torre · f1 blanques torre · g1 blanques rei | b8 negres torre · d8 negres cavall · f8 negres torre · g8 negres rei · a7 negres peó · b7 negres peó · c7 negres dama · f7 negres peó · g7 negres alfil · c6 negres alfil · f6 blanques cavall · g6 negres peó · c5 negres peó · d5 blanques alfil · h5 negres peó · c4 blanques peó · h4 blanques peó · e3 blanques peó · a2 blanques peó · b2 blanques alfil · c2 blanques dama · f2 blanques peó · g2 blanques peó · b1 blanques torre · f1 blanques torre · g1 blanques rei | b8 negres torre · d8 negres cavall · f8 negres torre · g8 negres rei · a7 negres peó · b7 negres peó · c7 negres dama · f7 negres peó · g7 negres alfil · c6 negres alfil · f6 blanques cavall · g6 negres peó · c5 negres peó · d5 blanques alfil · h5 negres peó · c4 blanques peó · h4 blanques peó · e3 blanques peó · a2 blanques peó · b2 blanques alfil · c2 blanques dama · f2 blanques peó · g2 blanques peó · b1 blanques torre · f1 blanques torre · g1 blanques rei | b8 negres torre · d8 negres cavall · f8 negres torre · g8 negres rei · a7 negres peó · b7 negres peó · c7 negres dama · f7 negres peó · g7 negres alfil · c6 negres alfil · f6 blanques cavall · g6 negres peó · c5 negres peó · d5 blanques alfil · h5 negres peó · c4 blanques peó · h4 blanques peó · e3 blanques peó · a2 blanques peó · b2 blanques alfil · c2 blanques dama · f2 blanques peó · g2 blanques peó · b1 blanques torre · f1 blanques torre · g1 blanques rei | b8 negres torre · d8 negres cavall · f8 negres torre · g8 negres rei · a7 negres peó · b7 negres peó · c7 negres dama · f7 negres peó · g7 negres alfil · c6 negres alfil · f6 blanques cavall · g6 negres peó · c5 negres peó · d5 blanques alfil · h5 negres peó · c4 blanques peó · h4 blanques peó · e3 blanques peó · a2 blanques peó · b2 blanques alfil · c2 blanques dama · f2 blanques peó · g2 blanques peó · b1 blanques torre · f1 blanques torre · g1 blanques rei | b8 negres torre · d8 negres cavall · f8 negres torre · g8 negres rei · a7 negres peó · b7 negres peó · c7 negres dama · f7 negres peó · g7 negres alfil · c6 negres alfil · f6 blanques cavall · g6 negres peó · c5 negres peó · d5 blanques alfil · h5 negres peó · c4 blanques peó · h4 blanques peó · e3 blanques peó · a2 blanques peó · b2 blanques alfil · c2 blanques dama · f2 blanques peó · g2 blanques peó · b1 blanques torre · f1 blanques torre · g1 blanques rei | b8 negres torre · d8 negres cavall · f8 negres torre · g8 negres rei · a7 negres peó · b7 negres peó · c7 negres dama · f7 negres peó · g7 negres alfil · c6 negres alfil · f6 blanques cavall · g6 negres peó · c5 negres peó · d5 blanques alfil · h5 negres peó · c4 blanques peó · h4 blanques peó · e3 blanques peó · a2 blanques peó · b2 blanques alfil · c2 blanques dama · f2 blanques peó · g2 blanques peó · b1 blanques torre · f1 blanques torre · g1 blanques rei | b8 negres torre · d8 negres cavall · f8 negres torre · g8 negres rei · a7 negres peó · b7 negres peó · c7 negres dama · f7 negres peó · g7 negres alfil · c6 negres alfil · f6 blanques cavall · g6 negres peó · c5 negres peó · d5 blanques alfil · h5 negres peó · c4 blanques peó · h4 blanques peó · e3 blanques peó · a2 blanques peó · b2 blanques alfil · c2 blanques dama · f2 blanques peó · g2 blanques peó · b1 blanques torre · f1 blanques torre · g1 blanques rei | 4 |
| 3 | b8 negres torre · d8 negres cavall · f8 negres torre · g8 negres rei · a7 negres peó · b7 negres peó · c7 negres dama · f7 negres peó · g7 negres alfil · c6 negres alfil · f6 blanques cavall · g6 negres peó · c5 negres peó · d5 blanques alfil · h5 negres peó · c4 blanques peó · h4 blanques peó · e3 blanques peó · a2 blanques peó · b2 blanques alfil · c2 blanques dama · f2 blanques peó · g2 blanques peó · b1 blanques torre · f1 blanques torre · g1 blanques rei | b8 negres torre · d8 negres cavall · f8 negres torre · g8 negres rei · a7 negres peó · b7 negres peó · c7 negres dama · f7 negres peó · g7 negres alfil · c6 negres alfil · f6 blanques cavall · g6 negres peó · c5 negres peó · d5 blanques alfil · h5 negres peó · c4 blanques peó · h4 blanques peó · e3 blanques peó · a2 blanques peó · b2 blanques alfil · c2 blanques dama · f2 blanques peó · g2 blanques peó · b1 blanques torre · f1 blanques torre · g1 blanques rei | b8 negres torre · d8 negres cavall · f8 negres torre · g8 negres rei · a7 negres peó · b7 negres peó · c7 negres dama · f7 negres peó · g7 negres alfil · c6 negres alfil · f6 blanques cavall · g6 negres peó · c5 negres peó · d5 blanques alfil · h5 negres peó · c4 blanques peó · h4 blanques peó · e3 blanques peó · a2 blanques peó · b2 blanques alfil · c2 blanques dama · f2 blanques peó · g2 blanques peó · b1 blanques torre · f1 blanques torre · g1 blanques rei | b8 negres torre · d8 negres cavall · f8 negres torre · g8 negres rei · a7 negres peó · b7 negres peó · c7 negres dama · f7 negres peó · g7 negres alfil · c6 negres alfil · f6 blanques cavall · g6 negres peó · c5 negres peó · d5 blanques alfil · h5 negres peó · c4 blanques peó · h4 blanques peó · e3 blanques peó · a2 blanques peó · b2 blanques alfil · c2 blanques dama · f2 blanques peó · g2 blanques peó · b1 blanques torre · f1 blanques torre · g1 blanques rei | b8 negres torre · d8 negres cavall · f8 negres torre · g8 negres rei · a7 negres peó · b7 negres peó · c7 negres dama · f7 negres peó · g7 negres alfil · c6 negres alfil · f6 blanques cavall · g6 negres peó · c5 negres peó · d5 blanques alfil · h5 negres peó · c4 blanques peó · h4 blanques peó · e3 blanques peó · a2 blanques peó · b2 blanques alfil · c2 blanques dama · f2 blanques peó · g2 blanques peó · b1 blanques torre · f1 blanques torre · g1 blanques rei | b8 negres torre · d8 negres cavall · f8 negres torre · g8 negres rei · a7 negres peó · b7 negres peó · c7 negres dama · f7 negres peó · g7 negres alfil · c6 negres alfil · f6 blanques cavall · g6 negres peó · c5 negres peó · d5 blanques alfil · h5 negres peó · c4 blanques peó · h4 blanques peó · e3 blanques peó · a2 blanques peó · b2 blanques alfil · c2 blanques dama · f2 blanques peó · g2 blanques peó · b1 blanques torre · f1 blanques torre · g1 blanques rei | b8 negres torre · d8 negres cavall · f8 negres torre · g8 negres rei · a7 negres peó · b7 negres peó · c7 negres dama · f7 negres peó · g7 negres alfil · c6 negres alfil · f6 blanques cavall · g6 negres peó · c5 negres peó · d5 blanques alfil · h5 negres peó · c4 blanques peó · h4 blanques peó · e3 blanques peó · a2 blanques peó · b2 blanques alfil · c2 blanques dama · f2 blanques peó · g2 blanques peó · b1 blanques torre · f1 blanques torre · g1 blanques rei | b8 negres torre · d8 negres cavall · f8 negres torre · g8 negres rei · a7 negres peó · b7 negres peó · c7 negres dama · f7 negres peó · g7 negres alfil · c6 negres alfil · f6 blanques cavall · g6 negres peó · c5 negres peó · d5 blanques alfil · h5 negres peó · c4 blanques peó · h4 blanques peó · e3 blanques peó · a2 blanques peó · b2 blanques alfil · c2 blanques dama · f2 blanques peó · g2 blanques peó · b1 blanques torre · f1 blanques torre · g1 blanques rei | 3 |
| 2 | b8 negres torre · d8 negres cavall · f8 negres torre · g8 negres rei · a7 negres peó · b7 negres peó · c7 negres dama · f7 negres peó · g7 negres alfil · c6 negres alfil · f6 blanques cavall · g6 negres peó · c5 negres peó · d5 blanques alfil · h5 negres peó · c4 blanques peó · h4 blanques peó · e3 blanques peó · a2 blanques peó · b2 blanques alfil · c2 blanques dama · f2 blanques peó · g2 blanques peó · b1 blanques torre · f1 blanques torre · g1 blanques rei | b8 negres torre · d8 negres cavall · f8 negres torre · g8 negres rei · a7 negres peó · b7 negres peó · c7 negres dama · f7 negres peó · g7 negres alfil · c6 negres alfil · f6 blanques cavall · g6 negres peó · c5 negres peó · d5 blanques alfil · h5 negres peó · c4 blanques peó · h4 blanques peó · e3 blanques peó · a2 blanques peó · b2 blanques alfil · c2 blanques dama · f2 blanques peó · g2 blanques peó · b1 blanques torre · f1 blanques torre · g1 blanques rei | b8 negres torre · d8 negres cavall · f8 negres torre · g8 negres rei · a7 negres peó · b7 negres peó · c7 negres dama · f7 negres peó · g7 negres alfil · c6 negres alfil · f6 blanques cavall · g6 negres peó · c5 negres peó · d5 blanques alfil · h5 negres peó · c4 blanques peó · h4 blanques peó · e3 blanques peó · a2 blanques peó · b2 blanques alfil · c2 blanques dama · f2 blanques peó · g2 blanques peó · b1 blanques torre · f1 blanques torre · g1 blanques rei | b8 negres torre · d8 negres cavall · f8 negres torre · g8 negres rei · a7 negres peó · b7 negres peó · c7 negres dama · f7 negres peó · g7 negres alfil · c6 negres alfil · f6 blanques cavall · g6 negres peó · c5 negres peó · d5 blanques alfil · h5 negres peó · c4 blanques peó · h4 blanques peó · e3 blanques peó · a2 blanques peó · b2 blanques alfil · c2 blanques dama · f2 blanques peó · g2 blanques peó · b1 blanques torre · f1 blanques torre · g1 blanques rei | b8 negres torre · d8 negres cavall · f8 negres torre · g8 negres rei · a7 negres peó · b7 negres peó · c7 negres dama · f7 negres peó · g7 negres alfil · c6 negres alfil · f6 blanques cavall · g6 negres peó · c5 negres peó · d5 blanques alfil · h5 negres peó · c4 blanques peó · h4 blanques peó · e3 blanques peó · a2 blanques peó · b2 blanques alfil · c2 blanques dama · f2 blanques peó · g2 blanques peó · b1 blanques torre · f1 blanques torre · g1 blanques rei | b8 negres torre · d8 negres cavall · f8 negres torre · g8 negres rei · a7 negres peó · b7 negres peó · c7 negres dama · f7 negres peó · g7 negres alfil · c6 negres alfil · f6 blanques cavall · g6 negres peó · c5 negres peó · d5 blanques alfil · h5 negres peó · c4 blanques peó · h4 blanques peó · e3 blanques peó · a2 blanques peó · b2 blanques alfil · c2 blanques dama · f2 blanques peó · g2 blanques peó · b1 blanques torre · f1 blanques torre · g1 blanques rei | b8 negres torre · d8 negres cavall · f8 negres torre · g8 negres rei · a7 negres peó · b7 negres peó · c7 negres dama · f7 negres peó · g7 negres alfil · c6 negres alfil · f6 blanques cavall · g6 negres peó · c5 negres peó · d5 blanques alfil · h5 negres peó · c4 blanques peó · h4 blanques peó · e3 blanques peó · a2 blanques peó · b2 blanques alfil · c2 blanques dama · f2 blanques peó · g2 blanques peó · b1 blanques torre · f1 blanques torre · g1 blanques rei | b8 negres torre · d8 negres cavall · f8 negres torre · g8 negres rei · a7 negres peó · b7 negres peó · c7 negres dama · f7 negres peó · g7 negres alfil · c6 negres alfil · f6 blanques cavall · g6 negres peó · c5 negres peó · d5 blanques alfil · h5 negres peó · c4 blanques peó · h4 blanques peó · e3 blanques peó · a2 blanques peó · b2 blanques alfil · c2 blanques dama · f2 blanques peó · g2 blanques peó · b1 blanques torre · f1 blanques torre · g1 blanques rei | 2 |
| 1 | b8 negres torre · d8 negres cavall · f8 negres torre · g8 negres rei · a7 negres peó · b7 negres peó · c7 negres dama · f7 negres peó · g7 negres alfil · c6 negres alfil · f6 blanques cavall · g6 negres peó · c5 negres peó · d5 blanques alfil · h5 negres peó · c4 blanques peó · h4 blanques peó · e3 blanques peó · a2 blanques peó · b2 blanques alfil · c2 blanques dama · f2 blanques peó · g2 blanques peó · b1 blanques torre · f1 blanques torre · g1 blanques rei | b8 negres torre · d8 negres cavall · f8 negres torre · g8 negres rei · a7 negres peó · b7 negres peó · c7 negres dama · f7 negres peó · g7 negres alfil · c6 negres alfil · f6 blanques cavall · g6 negres peó · c5 negres peó · d5 blanques alfil · h5 negres peó · c4 blanques peó · h4 blanques peó · e3 blanques peó · a2 blanques peó · b2 blanques alfil · c2 blanques dama · f2 blanques peó · g2 blanques peó · b1 blanques torre · f1 blanques torre · g1 blanques rei | b8 negres torre · d8 negres cavall · f8 negres torre · g8 negres rei · a7 negres peó · b7 negres peó · c7 negres dama · f7 negres peó · g7 negres alfil · c6 negres alfil · f6 blanques cavall · g6 negres peó · c5 negres peó · d5 blanques alfil · h5 negres peó · c4 blanques peó · h4 blanques peó · e3 blanques peó · a2 blanques peó · b2 blanques alfil · c2 blanques dama · f2 blanques peó · g2 blanques peó · b1 blanques torre · f1 blanques torre · g1 blanques rei | b8 negres torre · d8 negres cavall · f8 negres torre · g8 negres rei · a7 negres peó · b7 negres peó · c7 negres dama · f7 negres peó · g7 negres alfil · c6 negres alfil · f6 blanques cavall · g6 negres peó · c5 negres peó · d5 blanques alfil · h5 negres peó · c4 blanques peó · h4 blanques peó · e3 blanques peó · a2 blanques peó · b2 blanques alfil · c2 blanques dama · f2 blanques peó · g2 blanques peó · b1 blanques torre · f1 blanques torre · g1 blanques rei | b8 negres torre · d8 negres cavall · f8 negres torre · g8 negres rei · a7 negres peó · b7 negres peó · c7 negres dama · f7 negres peó · g7 negres alfil · c6 negres alfil · f6 blanques cavall · g6 negres peó · c5 negres peó · d5 blanques alfil · h5 negres peó · c4 blanques peó · h4 blanques peó · e3 blanques peó · a2 blanques peó · b2 blanques alfil · c2 blanques dama · f2 blanques peó · g2 blanques peó · b1 blanques torre · f1 blanques torre · g1 blanques rei | b8 negres torre · d8 negres cavall · f8 negres torre · g8 negres rei · a7 negres peó · b7 negres peó · c7 negres dama · f7 negres peó · g7 negres alfil · c6 negres alfil · f6 blanques cavall · g6 negres peó · c5 negres peó · d5 blanques alfil · h5 negres peó · c4 blanques peó · h4 blanques peó · e3 blanques peó · a2 blanques peó · b2 blanques alfil · c2 blanques dama · f2 blanques peó · g2 blanques peó · b1 blanques torre · f1 blanques torre · g1 blanques rei | b8 negres torre · d8 negres cavall · f8 negres torre · g8 negres rei · a7 negres peó · b7 negres peó · c7 negres dama · f7 negres peó · g7 negres alfil · c6 negres alfil · f6 blanques cavall · g6 negres peó · c5 negres peó · d5 blanques alfil · h5 negres peó · c4 blanques peó · h4 blanques peó · e3 blanques peó · a2 blanques peó · b2 blanques alfil · c2 blanques dama · f2 blanques peó · g2 blanques peó · b1 blanques torre · f1 blanques torre · g1 blanques rei | b8 negres torre · d8 negres cavall · f8 negres torre · g8 negres rei · a7 negres peó · b7 negres peó · c7 negres dama · f7 negres peó · g7 negres alfil · c6 negres alfil · f6 blanques cavall · g6 negres peó · c5 negres peó · d5 blanques alfil · h5 negres peó · c4 blanques peó · h4 blanques peó · e3 blanques peó · a2 blanques peó · b2 blanques alfil · c2 blanques dama · f2 blanques peó · g2 blanques peó · b1 blanques torre · f1 blanques torre · g1 blanques rei | 1 |
|   | a | b | c | d | e | f | g | h |   |

Un exemple de ceguesa mútua és aquesta partida entre László Szabó i Samuel Reshevsky del Torneig de Candidats de 1953. Les negres estan en escac, i la jugada obligada és 20. ... Rg8-h8. A despit d'això, en Reshevsky va jugar 20. ... Ag7xf6, permetent que Szabó fes escac i mat en dues jugades, amb 21. Dc2xg6+ (el peó de f7 està clavat per l'alfil de d5). No obstant això, en Szabó optà de manera incomprensible per 21. Ab2xf6, i la partida va acabar en taules a la jugada 27.